# Model racjonalnego podejmowania decyzji
Model racjonalnego podejmowania decyzji – proces umożliwiający „rozpoznanie i wybór określonego kierunku działania, prowadzącego do rozwiązania konkretnego problemu lub do wykorzystania pojawiającej się okazji”.
O ile podjęcie decyzji programowanej jest zadaniem łatwym i rutynowym – opierającym się na doświadczeniu, wypełnieniu określonej procedury, zwyczaju, czy też zasadach, to w nietypowych i rzadkich sytuacjach, konieczne jest podejmowanie decyzji nieprogramowanych. Wykorzystanie modelu pozwala na ograniczenie ryzyka związanego ze skutkami określonego wyboru, umożliwia rozważenie wielu możliwości i wskazanie tej, która zapewnia największą szansę powodzenia.

## Etapy
Model obejmuje następujące etapy działań:
1. Analiza sytuacji (zbadanie sytuacji)
Odpowiednio szczegółowa analiza w ramach etapu pierwszego obejmuje następujące aspekty:
- definicję problemu (niejasności przy definiowaniu mogą wynikać z mylenia objawów z problemami),
- ustalenie przyczyn problemu (diagnozowanie przyczyn może w niektórych przypadkach opierać się na wykorzystaniu intuicji, bowiem nie są one zazwyczaj oczywiste, a osobiste doświadczenie, czy też zakres odpowiedzialności, mogą być przyczyną subiektywnej identyfikacji),
- określenie celów podjęcia decyzji (ustalenie, co mogłoby stanowić skuteczne rozwiązanie zdefiniowanego wcześniej problemu, umożliwiające osiągnięcie celów organizacji).

Wynikiem etapu jest jasno i precyzyjnie sformułowany problem, opracowany na podstawie szczegółowej analizy dokumentacji, literatury przedmiotu, dyskusji, narad, konferencji itp. Bezpośredni kontakt pozwala na bieżące korygowanie niejasności i dostosowanie treści informacji do rzeczywistych potrzeb odbiorcy. Pomocne jest na tym etapie korzystanie z pomocy doświadczonych specjalistów merytorycznych – w razie konieczności, pozyskanych z zewnątrz organizacji.
Rozpoznanie problemu, choć przeważnie ma charakter intuicyjny, może opierać się na pełniejszej analizie następujących sytuacji: odchylenie od dotychczasowych osiągnięć, odchylenie od założonego planu, informacje od innych ludzi (pracowników, partnerów, klientów), działalność konkurencji.
2. Wyszukiwanie możliwych rozwiązań
Presja czasu oraz wysoki stopień złożoności problemu mogą ograniczać prace nad poszukiwaniem kolejnych rozwiązań, a zniechęceni decydenci ograniczą się do pierwszego – ich zdaniem jedynego i najlepszego, jednak niedozwolone jest podejmowanie ważnych decyzji bez uprzedniego przygotowania kilku potencjalnych rozwiązań. Metody heurystyczne są najczęściej wykorzystywanymi w tym etapie narzędziami – pozwalają na poszukiwanie rozwiązań twórczych bez jednoczesnej ich oceny.
3. Ocena możliwych rozwiązań i wybór najlepszego
Po przygotowaniu listy możliwych rozwiązań, ma miejsce ich ocena i hierarchizacja w oparciu następujące pytania:
- „Czy rozpatrywana możliwość jest realna?” (czy przedsiębiorstwo posiada odpowiednie zasoby niezbędne do wdrożenia danego rozwiązania, czy dana możliwość spełnia wymogi społeczne i prawne, czy jest rozsądna z punktu widzenia przyjętej przez przedsiębiorstwo strategii),
- „Czy dana możliwość stanowi rozwiązanie zadowalające?” (oszacowanie szans powodzenia możliwości),
- „Jakie są możliwe konsekwencje dla pozostałych części organizacji?” (przedsiębiorstwo jest systemem, dlatego też należy przewidywać, w jaki sposób zmiany w jednym obszarze wpłyną na pozostałe elementy całości).

4. Wdrażanie decyzji i śledzenie jej skutków
Po wyborze najlepszego rozwiązania wyznaczone zostają odpowiedzialne za jego wdrożenie osoby, przydzielone zostają im niezbędne zasoby, opracowane zostają plany i harmonogramy. Skuteczna kontrola wdrożenia oraz sprawozdania z realizacji powierzonych zadań są podstawą do ewentualnych modyfikacji planów.